# Sphaeromopsis serriguberna
Sphaeromopsis serriguberna är en kräftdjursart som beskrevs av David Malcolm Holdich och Harrison1981. Sphaeromopsis serriguberna ingår i släktet Sphaeromopsis och familjen klotkräftor. Inga underarter finns listade i Catalogue of Life.